# جول لكل مول
جول لكل مول الرمز (J·mol−1) هي وحدة دولية لقياس الطاقة في كمية المادة.
وحدة الجول J هي وحدة صغيرة تعبر عن قوة ترابط جزيئين كيميائيين (يقال عنها أيضا المحتوي الحراري لشدة الترابط). 
حيث تقاس الطاقة بوحدة الجول، وتقاس كمية المادة بوحدة المول، أي ب«الوزن الجزيئي».
بعض الكميات الفيزيائية التي تقاس بهذه الواحدة تتضمن:
- حرارة التبخر.
- حرارة الانصهار.
- طاقة التأين.
- السعة الحرارية.
- غيرها...

ملحوظة:
```
* 1 جول = 
1
×
10
7
 
إرج

* الكيلو جول يعادل 1000 جول.
```